# Pupienus
Marcus Clodius Pupienus Maximus (circa 164 of 174 - 29 juli 238), was een Romeins keizer van 22 april tot 29 juli 238, samen met Balbinus.
Na de dood van keizers Gordianus I en II had de Romeinse senaat een groot probleem. Ze had niet lang daarvoor soldatenkeizer Maximinus I Thrax tot volksvijand verklaard, en deze Maximinus marcheerde inmiddels met zijn leger naar Rome. In een spoedzitting van de senaat werden vervolgens Pupienus en Balbinus tot keizers gekozen. Het volk nam dit echter niet zomaar, en werd onrustig. Door de latere Gordianus III tot Caesar te benoemen werd erger voorkomen.
Pupienus, de militair meer ervaren van de twee keizers ging naar Ravenna om daar een leger op te bouwen en het tegen Maximinus op te nemen. Dit ging verrassend goed, aangezien Pupienus uit Germania veel soldaten kon halen, en Maximinus' voorraden opraakten. Maximinus werd vervolgens vermoord door zijn soldaten, die zich verder na een afkoopsom rustig hielden.
Pupienus keerde terug naar Rome, waar Balbinus de situatie niet onder controle had. De rust keerde echter enigszins terug met de aankomst van Pupienus. De keizers hadden onderling echter nauwelijks vertrouwen in elkaar. Pupienus wilde daarom zijn germaanse troepen bij zich hebben. De pretoriaanse garde moest daar niets van hebben en vermoordde beide keizers. Caesar Gordianus werd keizer.